# Prometna traka
Prometna traka je obilježeni ili neobilježeni uzdužni dio kolnika čija je širina dovoljna za nesmetan promet jednog reda motornih vozila u jednom smjeru.
Razlikujemo sljedeće vrste prometnih traka:
- prometna traka za spora vozila - je obilježeni uzdužni dio kolnika namijenjen za vozila koja sporom vožnjom (npr. na uzbrdici) smanjuju protočnost prometa,
- kolnička traka - je uzdužni dio kolnika namijenjen za promet vozila u jednom smjeru, s jednom prometnom trakom ili više prometnih traka,
- prometna traka za zaustavljanje vozila u nuždi - je obilježeni uzdužni dio kolnika na autocestama i na određenim mjestima na cestama višeg reda kao i u tunelima, galerijama i sl.,
- prometna traka za ubrzavanje - je dio kolnika namijenjen za uključivanje vozila u prometni tok sa sporedne ceste, odnosno drugih prilaznih cesta s objekata pokraj ceste (benzinskih crpki, parkirališta, motela i sl.),
- prometna traka za usporavanje - je dio kolnika namijenjen za isključivanje vozila iz prometnog toka na cesti,
- biciklistička traka - je dio kolnika namijenjen za promet bicikala koji se prostire uzduž kolnika i koji je obilježen uzdužnom crtom na kolniku i propisanim prometnim znakom.